# بوداجین

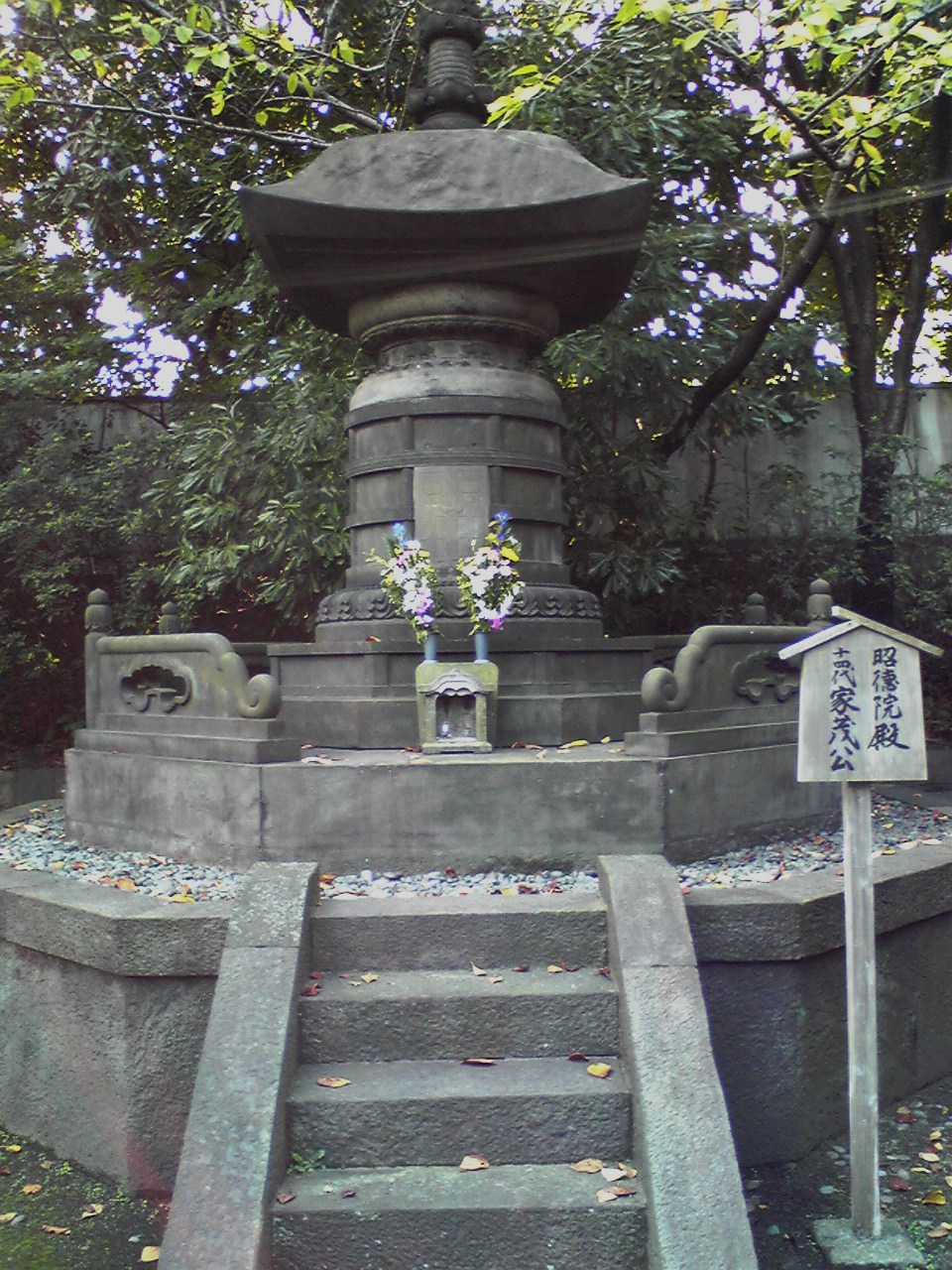
بوداجین توکوگاوا ایه‌موچی در معبد زوجو یکی از دو بوداجین متعلق به خاندان توکوگاوا است.

بوداجین (انگلیسی: Bodaiji) در بودیسم ژاپنی یک معبد یا مقبره خانوادگی است که مراسم دفن یک خاندان در آن انجام شده و حفاظت و مراقبت از قبور مردگان نسل پس از نسل ادامه می‌یابد.